# احمد بن مروان
احمد بن مروان (انگلیسی: Ahmed ibn Merwan) فرمانده عرب در ارتش کربغا در زمان نخستین جنگ صلیبی و به‌خصوص محاصره انطاکیه در سال ۱۰۹۸ میلادی بود. پس از عقب‌نشینی و پراکنده سپاه متحد مسلمان در بیرون از انطاکیه،  احمد بن مروان که از ارگ در حال نظارهٔ نبرد بود با مشاهدهٔ این شکست تسلیم گشت و در نتیجه نیز پادگان ارگ به سلامت آزاد گردیدند. احمد بن مروان نیز با پذیرش مسیحیت در شمار مردان بوهموند قرار گرفت.